# Kingdom 5KR

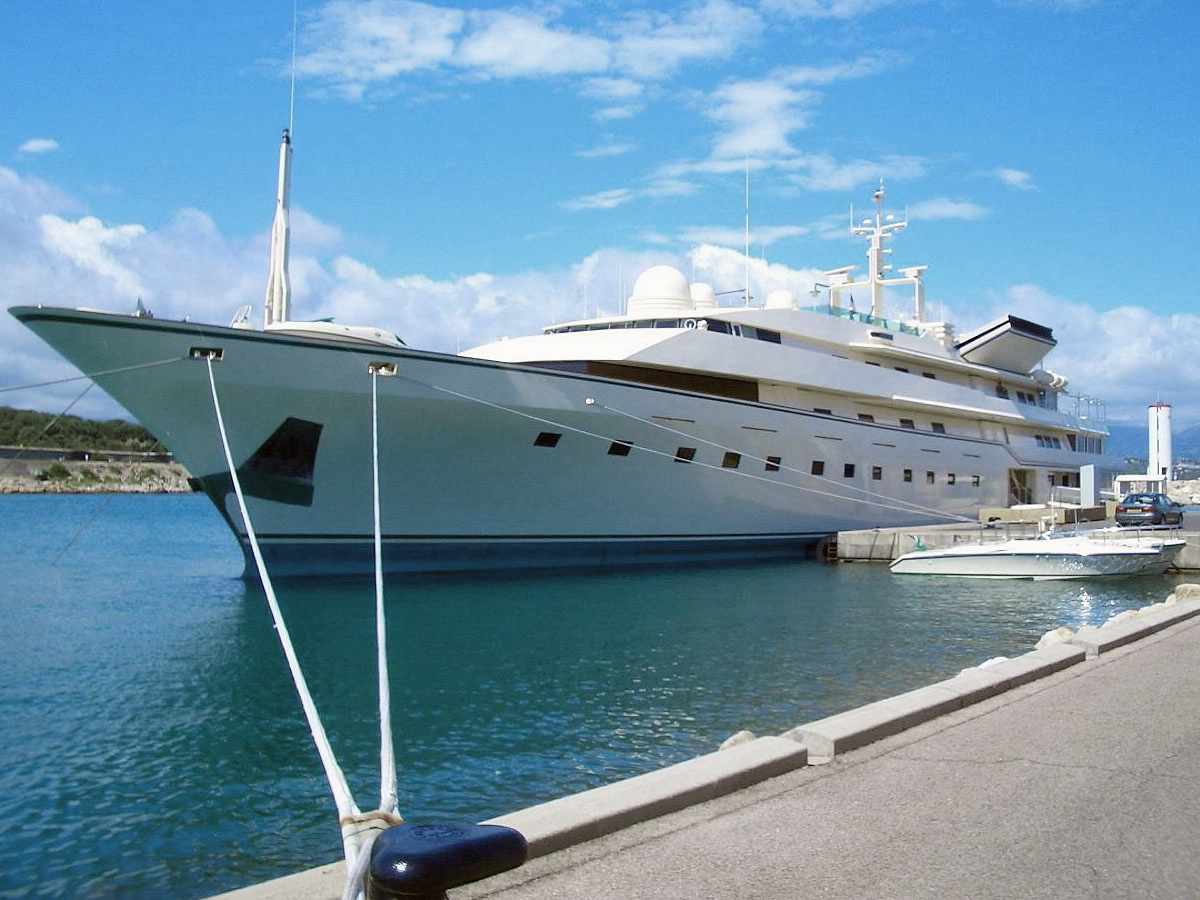
Kingdom 5KR i Antibes i Frankrike 2009.

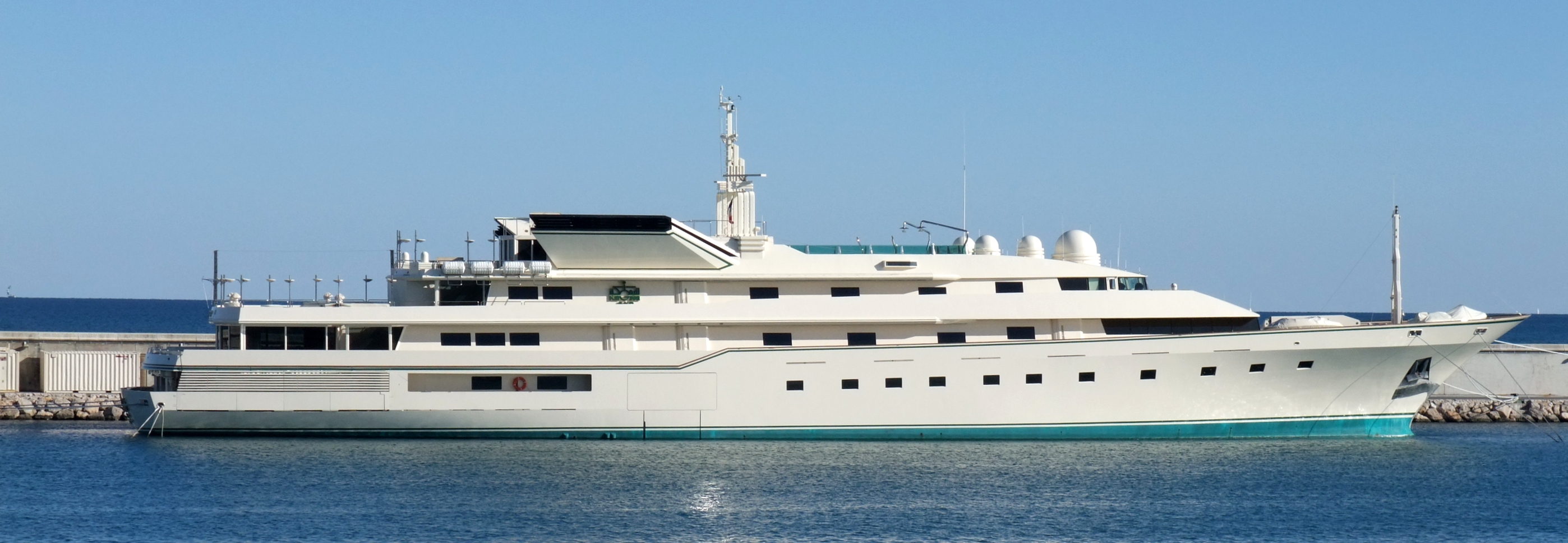
Kingdom 5KR i Antibes i Frankrike 2009.

Kingdom 5KR (även känd som Nabila, Disco Volante och Trump Princess) är en 86 meter lång superyacht som ägs av den saudiska affärsmannen al-Walid bin Talal. Den har tidigare ägts av USA:s tidigare president Donald Trump.
Kingdom 5KR designades av Jon Bannenberg (med interiör av Luigi Sturchio) och byggdes 1980 av Benetti och levererades ny till Adnan Khashoggi. Den hette då Nabila (efter Khashoggis dotter) och var en av världens största motoryachter. 
Nabila syntes i James Bond-filmen Never Say Never Again (1983) där den är skurken Maximilian Largos yacht Disco Volante (engelska: Flying Saucer). Travhästen Disco Volante är döpt efter denna båt.
Khashoggi sålde sedan båten till Sultanen av Brunei som sålde den vidare till Donald Trump, som döpte om henne till Trump Princess. När Trump fick ekonomiska svårigheter i samband med finanskrisen, sålde han båten 1991 till al-Walid bin Talal, som döpte den till Kingdom 5KR efter sitt bolag Kingdom Holding Company, sitt turnummer 5 och sina barns initialer.